# Denis Šefik
Denis Šefik (en serbe : Денис Шефик, né le 20 septembre 1976 à Belgrade) est un joueur de water-polo international serbe qui évoluait au poste de gardien de but.

## Palmarès

### En sélection
| - Serbie-et-Monténégro - Jeux olympiques : - Médaille d'argent : 2004. - Championnat du monde - Vainqueur : 2005. - Finaliste : 2001. - Troisième : 2003. - Coupe du monde : - Vainqueur : 2006 - Troisième : 2002 - Ligue mondiale : - Vainqueur : 2005 et 2006. - Finaliste : 2004. - Championnat d'Europe : - Vainqueur : 2001 et 2003. |  | - Serbie - Jeux olympiques : - Médaille de bronze : 2008. - Ligue mondiale : - Vainqueur : 2008. - Championnat d'Europe : - Vainqueur : 2006. - Finaliste : 2008. |